# Asterosomalina
Asterosomalina es un género de foraminífero bentónico considerado un sinónimo posterior de Somalina de la subfamilia Opertorbitolitinae, de la familia Soritidae, de la superfamilia Soritoidea, del suborden Miliolina y del orden Miliolida. Su especie tipo era Asterosomalina dizeri. Su rango cronoestratigráfico abarcaba el Maastrichtiense (Cretácico superior).

## Clasificación
Asterosomalina incluye a la siguiente especie:
- Asterosomalina dizeri †